# Arkadij Naiditsch
Arkadij Naiditsch (Riga, 25 ottobre 1985) è uno scacchista lettone grande maestro.
Residente in Germania, a Dortmund, con la famiglia dal 1996, ha rappresentato fino al 2015 la federazione scacchistica tedesca. Nel mese di luglio 2015 è passato alla federazione scacchistica dell'Azerbaijan.
Ha raggiunto il massimo Elo in dicembre del 2013, con 2737 punti, primo in Germania e 18º al mondo.

## Carriera
In aprile del 2001 ottenne, all'età di 15 anni, il titolo di Grande Maestro.
- 2003 : 2º nel torneo B di Wijk aan Zee
- 2004 : 2º nel torneo di Dortmund, dietro al vincitore Anand
- 2005 : vince il torneo di Dortmund davanti a Topalov, Svidler, Kramnik e altri "superGM", tra cui Adams, Lékó e Van Wely.
- 2006 : partecipa in 1ª scacchiera per la Germania alle Olimpiadi di Torino; parteciperà in 1ª scacchiera anche alle olimpiadi di Dresda 2008, realizzando complessivamente + 7 = 9 – 4 (57,5 %).
- 2007 : vince a Bad Königshofen il 16º campionato tedesco; 1º in maggio nel forte open President's Cup di Baku con 7,5 su 9, davanti a un folto gruppo di grandi maestri.[3]
- 2008 : vince il suo primo campionato tedesco a squadre "Bundesliga" con la squadra OSC Baden Baden, realizzando 11,5 punti su 13.
- 2011 : vince l'open internazionale "Neckar" con 8,5 /9, superando la soglia dei 2700 punti Elo.
- 2013 : vince il torneo B Tata Steel, realizzando 9 punti su 13.
- 2014 : vince il torneo "Grenke Chess Classic" con 5/7.
- 2017 : vince il Campionato tedesco a squadre con il OSG Baden-Baden, realizzando 13,5 punti su 15[4]; in novembre 2017 vince a Creta il Campionato Europeo 2017 a squadre per nazioni .[5]
- 2018 : vince l'open internazionale "Delhi Open" con 8,5 su 10.[6] In maggio vince ancora il Campionato tedesco a squadre con il OSG Baden-Baden .[7] In luglio a Gerusalemme vince l'open Gideon Japhet Memorial con 6 punti su 7.[8]  Secondo nel torneo Isle of Man International battuto da Radosław Wojtaszek nello scontro finale armageddon .[9]
- 2019: giunge 3º, per miglior spareggio tecnico su Maxime Vachier-Lagrave, con 5 su 9 nel Grenke Chess Classic.[10]
- 2020: in settembre vince il Campionato tedesco a squadre con il OSG Baden-Baden .[11]

## Vita privata
Naiditsch è anche un appassionato di karate, lo pratica attivamente ed è 2º Kyū (cintura blu). È sposato con il grande maestro femminile Yuliya Shvayger, con la quale vive a Baku, in Azerbaijan.

## Partite notevoli
- Arkadij Naiditsch - Teymur Rəcəbov, Dortmund 2003, Siciliana quattro cavalli B40, 1-0, su chessgames.com.
- Stuart Conquest - Arkadij Naiditsch, Germania 2004, Nimzoindiana E49, 0-1, su chessgames.com.
- Arkadij Naiditsch - Péter Lékó, Dortmund 2005, Siciliana Rossolimo B30, 1-0, su chessgames.com.
- Nigel Short - Arkadij Naiditsch, Baku 2007, Siciliana Najdorf var. pedone avvelenato B97, 0-1, su chessgames.com.
- Arkadij Naiditsch - Vladimir Kramnik, Dortmund 2008, difesa Russa C42, 1-0, su chessgames.com.